# Olesa de Montserrat
Olesa de Montserrat ist eine katalanische Stadt in der Comarca Baix Llobregat (Provinz Barcelona).
2024 hatte die Gemeinde 24.677 Einwohner auf einer Fläche von 16,75 km².
Olesa ist bekannt durch die ansässige Textilindustrie und die Produktion von Olivenöl, besonders aber durch die alljährlich stattfindenden, im Jahr 1540 erstmals erwähnten Passionsfestpiele la Passió d'Olesa de Montserrat. In der Karwoche wird hier die Passion Jesu dargestellt. Diese Passionsspiele bescherten Olesa 1996 einen Eintrag ins Guinness-Buch der Rekorde, als 726 Personen zur gleichen Zeit auf der Bühne agierten.

## Partnerstädte
- Weingarten (Baden), (Deutschland) seit 1983
- Nonantola (Italien)

## Persönlichkeiten
- Ramón Torrella Cascante (1923–2004), römisch-katholischer Geistlicher, Erzbischof von Tarragona 1983–1997
- Victor Gómez (* 2000), Fußballspieler